# Nanarchaea
Nanarchaea is een spinnengeslacht uit de familie Pararchaeidae.

## Soorten
- Nanarchaea binnaburra (Forster, 1955)
- Nanarchaea bryophila (Hickman, 1969)